# Pancuranmas
Pancuranmas is een bestuurslaag in het regentschap Magelang van de provincie Midden-Java, Indonesië. Pancuranmas telt 4104 inwoners (volkstelling 2010).